# Tabú (película de 2012)
Tabú es una película dramática portuguesa en blanco y negro de 2012 dirigida por Miguel Gomes, cuyo título hace referencia a la película muda del mismo nombre de Friedrich Wilhelm Murnau.
La película compitió en el 62.º Festival Internacional de Cine de Berlín,   donde ganó el Premio Alfred Bauer (Oso de Plata a un largometraje que abre nuevas perspectivas) y los premios de la Federación Internacional de Críticos de Cine (FIPRESCI).

## Recepción

### Respuesta de la crítica
En el sitio web del agregador de reseñas Rotten Tomatoes, la película tiene una calificación de aprobación "nueva certificada" del 88% según 60 reseñas y una calificación promedio de 7.9/10. El consenso del sitio web dice: "Misterioso y visualmente impactante, Tabú recompensa la paciencia del público con una toma romántica desmayada con un toque experimental". En Metacritic, la película tiene una puntuación media ponderada de 78 sobre 100, basada en 17 críticos, lo que indica "críticas generalmente favorables".